# رالف لورن
رالف لورن (انگلیسی: Ralph Lauren؛ زادهٔ ۱۴ اکتبر ۱۹۳۹) یک طراح مد و میلیاردر اهل ایالات متحده آمریکا است. وی به خاطر برند رالف لورن مشهور است. وی با ثروتی بالغ بر ۶/۴ میلیارد دلار، توسط مجله فوربز صد و هفتاد و سومین فرد ثروتمند دنیا در سال ۲۰۱۰ معرفی شد.

## زندگی
رالف لورن در شهر نیویورک متولد شد. خانوادهٔ رالف فرایدل و فرانک لیفشیتز، مهاجرانی آشکنازی از شهر پینسک بلاروس بودند. پدر او نقاش ساختمان بود. رالف از نوجوانی بعد از مدرسه کار می‌کرد تا بتواند برای خودش لباس بخرد. رالف ابتدا به مدرسه سالانتر و پس از آن به آکادمی مارشا استرن تالمودیکال (MTA) و سپس به دبیرستان دو ویت کلینتون رفت و در سال ۱۹۵۷ از آنجا فارغ‌التحصیل شد. او در MTA به دوستان خود کراوات می‌فروخت. برادر رالف در سن ۱۶ سالگی او، نام خانوادگی‌شان را به لورن عوض کرد. به این سبب که نام آنها، لیفشیتز، در زبان انگلیسی با معنی بدی تلفظ می‌شد و همکلاسی‌هایشان آن‌ها را به سخره می‌گرفتند. رالف لورن به آکادمی کسب و کار و مدیریت شهری باروک در سیتی کالج نیویورک رفت و در آن جا در رشته کسب و کار به تحصیل پرداخت. اما پس از دو سال تحصیل دانشگاه را رها کرد. رالف از سال ۱۹۶۲ تا ۱۹۶۴ در ارتش ایالات متحده به خدمت سربازی رفت. وی در سال ۱۹۶۴ نیز با ریکی آن لوبیر ازدواج کرد.

## آغاز کسب و کار
به رغم عدم تحصیل رالف در رشته مد و طراحی، وی به در سمت فروشنده برای شرکت برادران بروکز، شرکت فروشگاه‌های زنجیره‌ای معروف پوشاک در آمریکا، کار می‌کرد. او در سال ۱۹۶۷ با حمایت مالی از سوی نورمن هیلتون یک فروشگاه کراوات راه‌اندازی کرد و کراواتهایی که شخصاً آنهارا طراحی می‌کرد، تحت نام برند «پولو» عرضه می‌کرد. او پس از چندی این نام را از هیلتون خرید. رالف در سال ۱۹۶۹ یک بوتیک در مرکز خرید بلومینگدیل در منهتن افتتاح کرد. یک دهه بعد این برند بدل به یک برند جهانی شد و اولین فروشگاه پولو در لندن افتتاح شد. رالف لورن در سال ۱۹۷۰ جایزه کوتی را به سبب خط تولید پوشاک مردانه شرکتش برنده شد. او تقریباً در همین زمان خط تولید پوشاک بانوان را نیز ایجاد نمود. همچنین خط تولید پولو اسپرت، به منظور تولید پوشاک ورزشی، در سال ۱۹۹۳ راه‌اندازی شد. هم‌اکنون محصولات این شرکت شامل پوشاک غیررسمی آقایان و بانوان، لوازمی چون کیف و غیره، عطرها، برخی لوازم خانه مثل (حوله و غیره) می‌باشد.
Polo به سرعت در دهه‌های ۱۹۸۰ و ۱۹۹۰ میلادی با افتتاح بوتیک‌های متعدد در ایالات متحده و سرتاسر دنیا گسترش یافت. در سال ۱۹۸۶ لورن گل سر سبد فروشگاه‌های خود در رایلندر (Rhinelander) ایالت ویسکانسین (Wisconsin) را افتتاح نمود که توسط چندین فروشگاه دیگر شرکت احاطه شده‌است. این فروشگاه در خیابان معروف مدیسون (Madison) واقع شده‌است.

## ارزش شرکت
فایننشیال تایمز درآمد این شرکت در سال ۲۰۰۹ را بیش از ۵ میلیارد دلار ارزیابی نموده بود. همچنین سود خالص این شرکت در سال ۲۰۰۹ نیز بالغ بر ۴۰۶ میلیون دلار بود. تعداد کارمندان پولو رالف لورن در سال ۲۰۰۶ بیش از ۱۲۸۰۰ نفر اعلام شده‌است. در ماه سپتامبر سال ۲۰۱۵ به دنبال موفقیت‌های هنگفت Polo، فوربز (Forbes) ثروت شخصی لورن را حدود ۶ میلیارد دلار تخمین زده و او بین ۲۰۰ فرد ثروتمند جهان قرار گرفت.

## جوایز
- جایزه لژیون دونور